# 湯来体育館
湯来体育館（ゆきたいいくかん）は、広島市南区にある体育館。

## 沿革
- 1998年11月11日 - 湯来体育館開業。

## 諸室詳細
- 1階
  - 体育室：中体育室
  - 剣道場：剣道場
  - その他：トレーニング室
- 2階
  - 観覧席：306席
  - その他：会議室・ランニングコース（1周150m）

## アクセス

### バス
- 広電バス「砂谷中学校前バス停」
  - 湯来・杉並台団地線 湯来・杉並台方面行きに乗車、「砂谷中学校前」下車

### 自動車
- 川角交差点から4分